# Kloster Rettel

Kartause von Rettel im 18. Jahrhundert

Postkarte 1906

Das Kloster Rettel in Rettel an der Mosel im Département Moselle war über Jahrhunderte eine bedeutende Benediktinerabtei, seit dem 15. Jahrhundert eine Kartause der Kartäuser in Lothringen.

## Geschichte
Im Jahr 800 gründete Effetia, eine Tochter Karls des Großen, die im nahen Haute-Kontz ihre Residenz hatte, in Rettel eine Benediktinerabtei. 1431 übernahmen Kartäuser aus dem nahen Kloster Marienfloss in Sierck-les-Bains die Abtei, die zwar wohlhabend war, sich jedoch in einem Zustand ‚weltlicher Dekadenz‘ befand. Während der Hugenottenkriege wurde die Klosteranlage 1590 von Truppen der Stadt Metz geplündert. Im Jahr 1665 wurde Rettel erneut niedergebrannt.
Im zweiten Viertel des 18. Jahrhunderts erfolgte ein Neubau nach dem Vorbild der Kartause von Bosserville, die selbst im 17. Jahrhundert von Rettel aus gegründet worden war. Der Bau wurde um 1740 abgeschlossen. Im Verlauf der Französischen Revolution wurde 1792 das Kartäuserkloster Rettel aufgehoben und die Gebäude auf Abbruch versteigert. Danach richteten sich Dominikanerinnen in den Ruinen der Kartause ein Kloster ein. Nach schweren Zerstörungen im Zweiten Weltkrieg 1944 wurde das Kloster endgültig aufgegeben.

## Anlage
Über die ursprüngliche karolingische Klosteranlage existieren heute keinerlei bauliche Hinweise. Die wenigen erhaltenen Baureste und vor allem ein Stich des 18. Jahrhunderts geben heute jedoch ein zuverlässiges Bild vom barocken Kartäuserkloster: Die einschiffige Kirche hatte zur Mosel hin eine Fassade mit monumentaler Säulenordnung, flankiert durch schlossartige Klosterflügel. Dahinter lag der große rechteckige Kreuzgang mit Klostergarten und den Einzelhäusern der Mönche. Erhalten sind nur Reste der Seitenflügel des Klosters und einige Fundamente.